# Molí de Baix (Boadella i les Escaules)
El Molí de Baix és una obra de Boadella i les Escaules (Alt Empordà) inclosa a l'Inventari del Patrimoni Arquitectònic de Catalunya.

## Descripció
Situat al nord-est del nucli urbà de la població de les Escaules, la qual forma part de Boadella. El molí està situat al costat de la carretera GIV-5042, tocant el curs de la Muga.
Conjunt de planta en forma d'L format per dos edificis diferenciats units per un pont o passera elevada situada damunt del carrer Figueres. La part destinada a la producció d'energia és la de llevant, delimitada entre aquest carrer i la carretera que porta a Boadella. Consta de dos cossos rectangulars adossats construïts en un terreny en pendent, el secundari de dues vessants de teula i el principal amb la coberta plana utilitzada com a terrat. D'aquest cos destaca la torre que sobresurt a la cantonada nord-est de la coberta, rematada per un coronament ondulant i sinuós que sobresurt de la cornisa, la qual està sostinguda amb mènsules. Les obertures d'aquesta part del conjunt són rectangulars i tenen els emmarcaments d'obra arrebossats. El portal d'accés al cos principal, situat a la façana de ponent, és d'arc de mig punt bastit amb maons. Els paraments exteriors estan arrebossats, pintats i decorats amb motllures de guix a mode d'emmarcament de les façanes. Al nord d'aquest cos hi ha la bassa que feia funcionar la central, la qual conserva bona part de la maquinària original. L'altra part del conjunt, destinada a habitatge, consta de tres crugies amb les cobertes de dues vessants de teula, i està distribuïda en planta baixa, dos pisos i altell. Les obertures són rectangulars però cal destacar el portal d'accés a l'interior, d'arc apuntat emmarcat amb carreus de pedra i la finestra circular de l'altell. La construcció està arrebossada i pintada, amb unes motllures decoratives situades a l'extrem superior de la crugia central. El pont o passera consta d'un sol arc de mig punt bastit amb maons disposats a pla, tot i que el basament és bastit en pedra disposada irregularment. Per la part superior, el pont comunica les dues ales de l'edifici.